# Ka Ina
Ka Ina é uma telenovela venezuelana produzida e exibida pela Venevisión entre 18 de janeiro e 15 de agosto de 1995.
Foi protagonizada por Viviana Gibelli e Jean Carlo Simancas e antagonizada por Hilda Abrahamz.

## Sinopse
Ka Ina conta a história de duas mulheres, perigosamente relacionadas pela superstição, magia e amor de um homem. Catalina Miranda e Maniña Yerichana, ambas são jovens e bonitas. A primeira (Catalina Miranda Funkhütten), engenheira assertiva, independente e cosmopolita; educado na Europa e trabalhando para uma empresa transnacional na Alemanha; A segunda (Maniña Yerichana) é a mulher mais poderosa e temível da selva: uma sacerdotisa filha de uma princesa Yanomami indígena e um aventureiro buscador de ouro holandês, que foi abandonado no nascimento e criado por um rebanho de onças até a idade de Um ano foi encontrado por um xamã Yanomami que a criou. Catalina e Maniña são dois antagonistas por causa de Ricardo León, um homem misterioso da Capital, o homem com os olhos de fogo. Embora Maniña e Catalina parecem ter a mesma idade, são na verdade mãe e filha, fato que apenas o Tacupay conhece e depois revela a Dagoberto. Catalina, por ser filha de Maniña, tem a proteção da selva e da lua contra os ataques de Maniña que quer matá-la.

## Elenco
- Jean Carlo Simancas... Ricardo León (El Chalanero)
- Viviana Gibelli... Catalina Miranda Funkhütten / Amanaduna
- Hilda Abrahamz... Maniña Yerichana
- Julio Alcázar... Dagoberto Miranda
- Cristina Reyes... Mireya Carvajal #1
- Fedra López... Mireya Carvajal #2
- Aroldo Betancourt... Cruz de Jesús Galaviz / Padre Francisco Ignacio Gamboa
- Juan Manuel Montesinos... Fernando Larrazábal
- Eva Moreno... Tibisay
- José Torres... Tacupay
- Alberto Marín... Medardo Garañón
- Ramón Hinojosa... Teniente / Sargento Justiniano García
- Elisa Escámez... Ingracia Camacho
- Umberto Buonocuore... Gaetano Filippo
- Yolanda Muñoz... Vicenta Gomes (La mujer bestia)
- Marisela Buitrago... Lola López
- José Vieira... Antonio Larrazábal
- Gerónimo Gómez... Abel Negrón
- Ivette Domínguez... Daysi Rodríguez
- María Eugenia Pereira... Janet
- Miguel David Díaz... Misael
- Raúl Medina... Cabo Prudencio Reyes
- Isabel Herrera... Pauxhi
- Ledymar Sifuentes... Luz Clarita
- Wilmer Machado... Benito Estivenson
- Zoe Bolívar... Josefa Restrepo
- Aura Elena Dinisio... Ingrid
- Gregorio Milano... José Rosario Restrepo
- Carmelo Lápira... Jairo Pastrana
- Jhonny Nessy... Teniente/Capitán Raymundo Herrera
- José Luis Zuleta... Zacarías
- Julio Pereira... Dr. Francisco
- Elluz Peraza... Cristina Reyes de Miranda